# ويليام هوارد دون
ويليام هوارد دون (بالإنجليزية: William Howard Doane)‏ هو ملحن أمريكي، ولد في 3 فبراير 1832 في كونيتيكت في الولايات المتحدة، وتوفي في 24 ديسمبر 1915 في أورانج الجنوبية ‏ في الولايات المتحدة.

## معرض صور

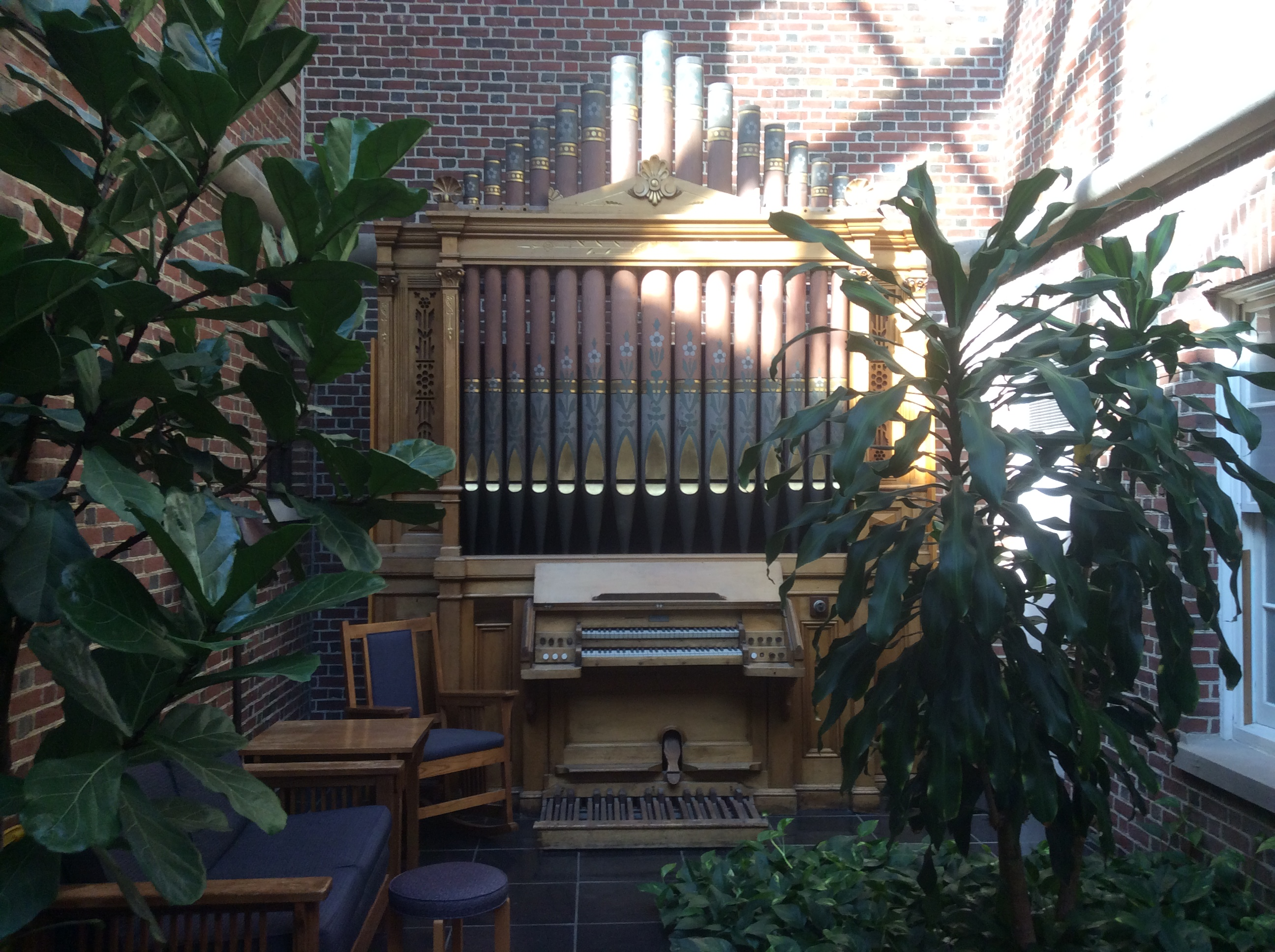
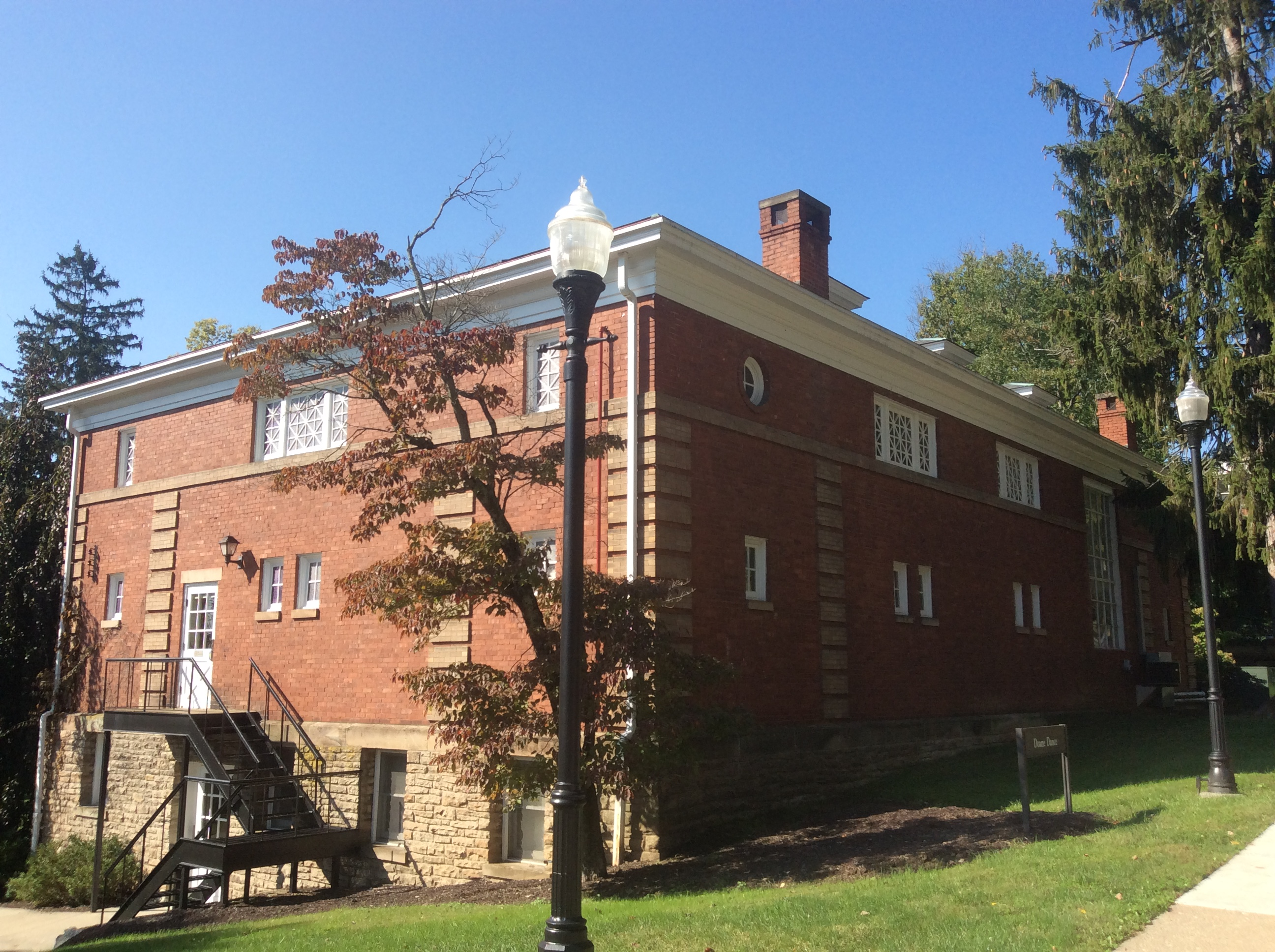
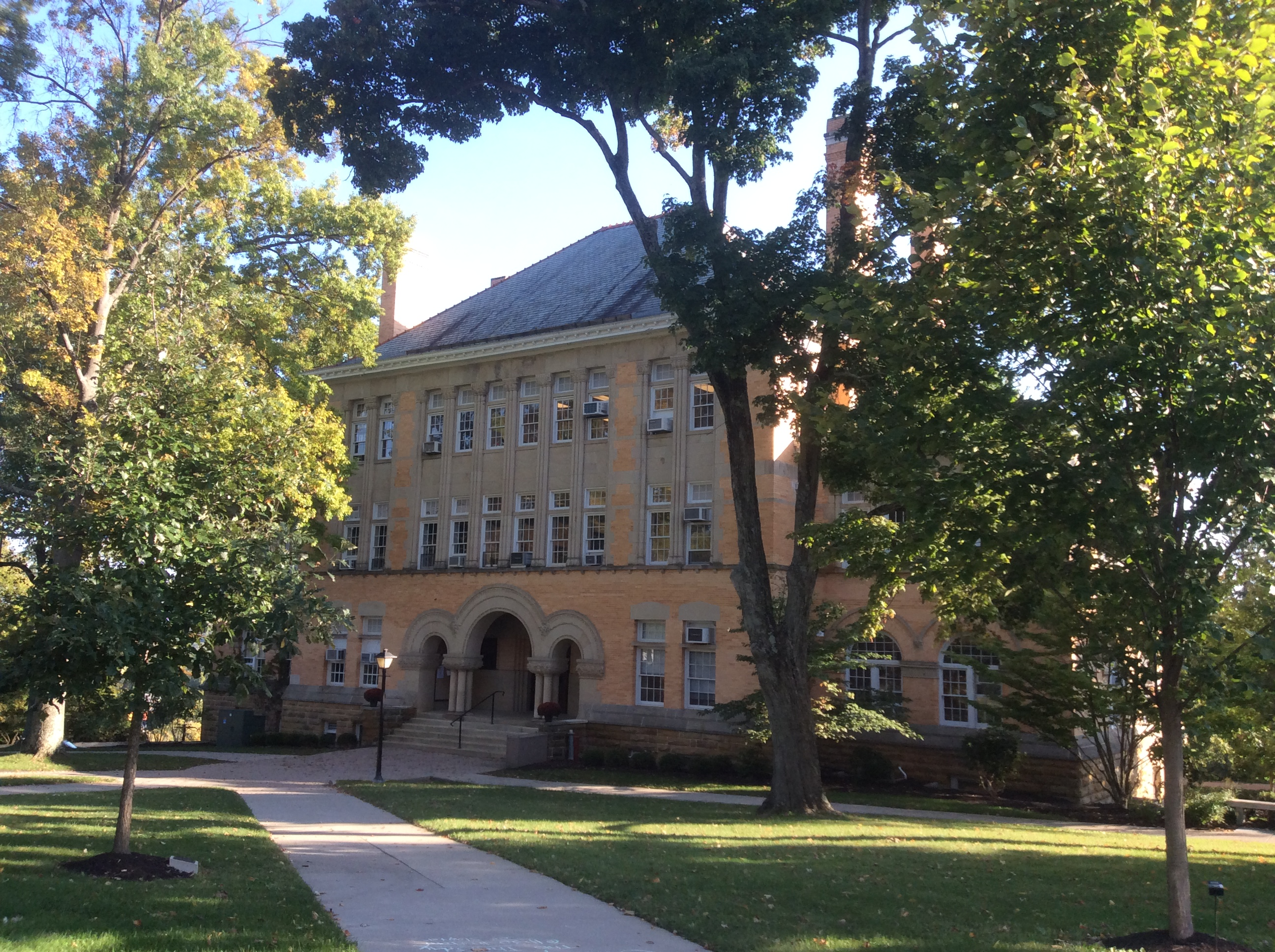
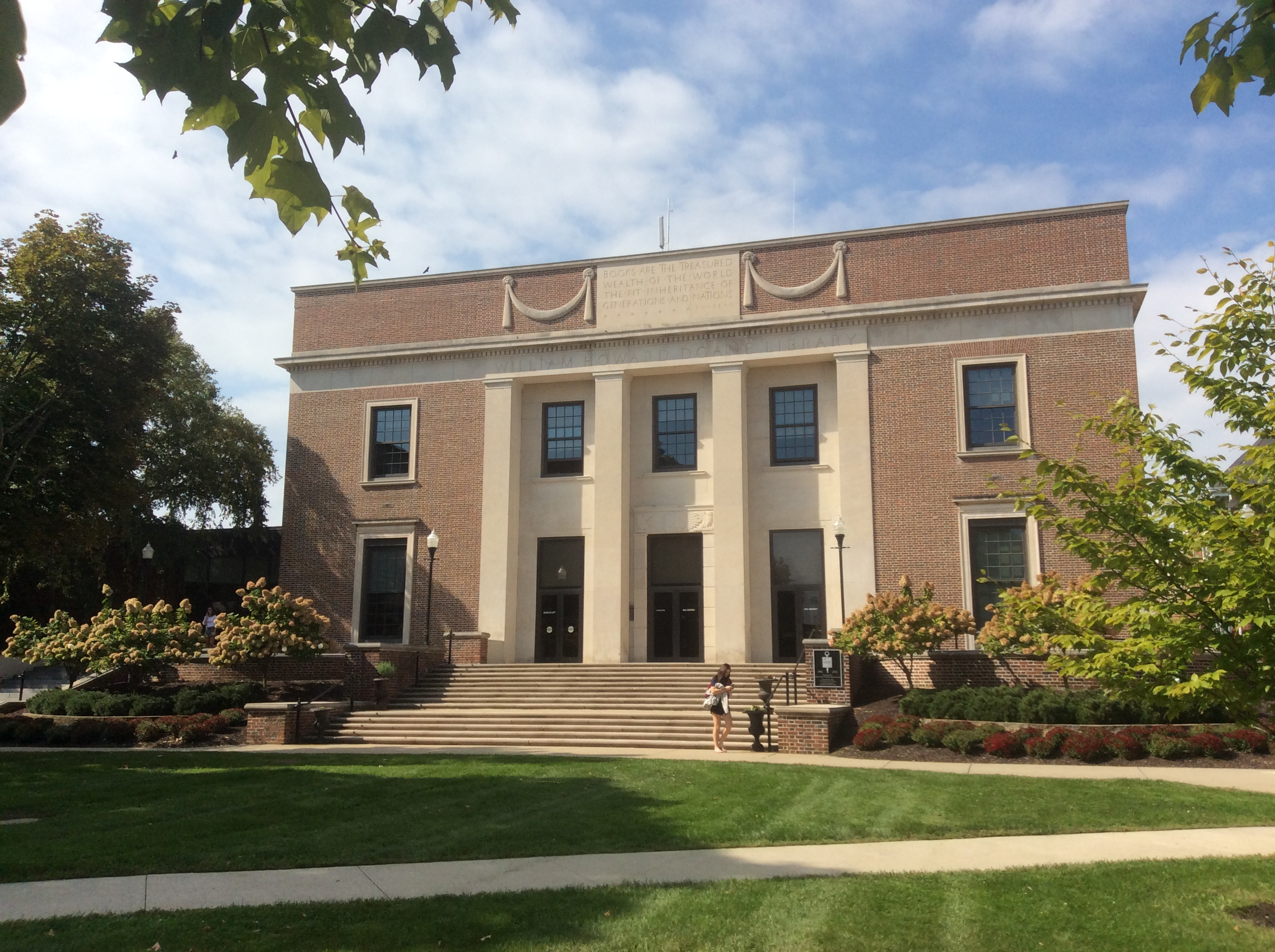

## وصلات خارجية
- ويليام هوارد دون على موقع ميوزك برينز (الإنجليزية)